# Georg Schneider (Politiker, 1875)
Georg Schneider (* 14. Juni 1875 in Frankfurt (Oder); † 26. Oktober 1949 in Potsdam) war ein deutscher Arzt und Politiker (LDP). Er war von 1946 bis 1949 Abgeordneter des Brandenburger Landtages.

## Leben
Schneider, zum Dr. med. promovierter Arzt, trat 1919 in die Deutsche Volkspartei (DVP) ein und war von 1919 bis 1930 mit dem Mandat der DVP Stadtverordneter in Potsdam. Von 1926 bis 1933 wirkte er als Generalsekretär des Deutschen Ärztebundes. Im Jahr 1934 kaufte er das Mehrfamilienhaus in der Persiusstraße 12 in Potsdam in dem Hermann Mertz von Quirnheim zur Miete wohnte.
Nach dem Zweiten Weltkrieg wurde er 1945 Mitglied der Liberal-Demokratischen Partei Deutschlands (LDP) und des Freien Deutschen Gewerkschaftsbundes (FDGB). Von 1946 bis zu seinem Tod im Oktober 1949 gehörte er den LDP- und FDGB-Landesvorständen Brandenburg an. Im FDGB-Landesvorstand leitete er die Fachgruppe Ärzte. Im Oktober 1946 wurde er in den Landtag und zum Fraktionsvorsitzenden der LDP gewählt. In dieser Funktion gehörte er dem Ältestenrat des Landtages an. Auf dem LDP-Landesparteitag im September 1949 in Neuruppin wurde er als Vorsitzender der Landtagsfraktion quasi per Amt erneut Mitglied des Landesvorstandes.
Schneider starb nach langer Krankheit im Alter von 74 Jahren.